# Commission épiscopale nationale Justice et Paix
La commission épiscopale nationale Justice et Paix, dont le sigle est CE-JILAP, est une institution de la pastorale sociale de l'Église catholique en Haïti. CE-JILAP a pour mission de faire la promotion, la défense de la dignité humaine et les droits humains et la construction de la paix. Elle est organisée avec un Comité directeur national et des délégués diocésains.

## Historique
À partir de 1969, la Commission nationale est créée en Haïti comme groupe informel avec l'évêque Emmanuel Constant. Quelques années plus tard, soit en 1980, des commissions paroissiales sont créées. En 1985, cinq ans plus tard, la commission devient une structure reconnue de la pastorale sociale de l’Église d’Haïti et, depuis, a un secrétariat national permanent.
En 1992, JILAP devient un membre fondateur du Plate-forme des Organisations Haïtiennes des Droits Humains (POHDH). Durant la période de coup- d'État militaire de 1991, CE-JILAP dénonce la situation de violence et de violation des droits humains aux Gonaives dans le département de l'Artibonite notamment dans le quartier de Raboto, dans la commune de Gros- Morne et de Saint Michel de l'Atalaye.
En 2002, la commission Archidiocèse de Port-au-Prince et le secrétariat général ont observé de façon systématique la violence sur les habitants dans l'air métropolitaine.
En octobre 2019, CE-JILAP a recensé 49 cas d'assassinats par balles.
CE-JILAP dénombre en décembre 2019, 467 cas de mort dans la région métropolitaine, dont 35 policiers.
Le 9 juillet 2015, la Commission Épiscopale Justice et Paix (CE-JILAP) a commémoré la Journée nationale contre la violence.
En 2020, CE-JILAP présente son 75e rapports sur des personnes tuées au cours du 2e trimestre de 2020.
La Commission Épiscopale Nationale Justice et Paix est une organisation qui milite pour le respect des droits humains. Elle est représentée à travers tout le pays dans plus de 335 paroisses et dans les 10 diocèses.

## Mission
La mission de CE-JILAP en Haïti est de lutter pour le respect de la dignité humaine.
La commission est charge de faire la formation dans le domaine des droits humains; l'observation de la violence et la violation des droits humains; la réforme du système judiciaire, la construction de la paix. Elle a présenté le bilan du nombre de morts en Haiti.

## Organigramme
La structure organisationnelle de CE-JILAP est ainsi presentee : 

### Comite exécutif
Bureau du Directeur, de deux délégués pour chaque diocèse dans le pays. Jocelyne Colas Noël est la Directrice Nationale.

### Commissions diocèses
- dans l'archidiocèse de Port-au-Prince,  49 commissions paroissiales
- dans le diocèse de Jacmel, 26 commissions paroissiales
- dans le diocèse des Cayes, 38 commissions paroissiales
- dans le diocèse de Jérémie, 38 commissions paroissiales

- dans l'archidiocèse du Cap-Haïtien, 44 commissions paroissiales
- dans le diocèse de Fort Liberté, 30 commissions paroissiales
- dans le diocèse de Hinche, 36 commissions paroissiales
- dans le diocèse de Port de Paix, 19 commissions paroissiales
- dans le diocèse des Gonaives, 28 commissions paroissiales
- dans le diocèse de Miragoane -Anse-à-Veau, 27 commissions paroissiales